# Kubok Rossii 2016-2017
La Coppa di Russia 2016-2017 (in russo Кубок России?, Kubok Rossii) è stata la 25ª edizione della coppa nazionale del calcio russo. Il torneo è iniziato il 15 luglio 2016 e si è concluso il 2 maggio 2017. La Lokomotiv Mosca conquista il trofeo battendo in finale l'Ural per 0-2.

## Squadre partecipanti
Al torneo partecipano 97 squadre provenienti dai primi quattro livelli del campionato russo di calcio:
- 16 squadre appartenenti alla Prem'er-Liga;
- 18 squadre appartenenti alla PFN Ligi;
- 57 squadre appartenenti alla Pervenstvo Professional'noj Futbol'noj Ligi;
- 6 squadre appartenenti alla Terza Divisione.

Non partecipano al torneo le squadre riserve.

## Primo turno
| Squadra 1             | Risultato             | Squadra 2               |
| 15 luglio 2016        | 15 luglio 2016        | 15 luglio 2016          |
| --------------------- | --------------------- | ----------------------- |
| Cherepovets           | 3 – 2                 | Volga Tver'             |
| Čertanovo             | 3 – 2 (dts)           | Kolomna                 |
| Volga Ul'janovsk      | 2 – 0                 | Zenit Penza             |
| Delin Izhevsk         | 0 – 3                 | KAMAZ                   |
| Atom Novovoronezh     | 1 – 0                 | Orël                    |
| Syzran'-2003          | 2 – 0                 | Lada-Togliatti          |
| Saturn                | 0 – 1                 | Torpedo Mosca           |
| Dinamo-Start Kostroma | 1 – 3                 | Tekstilščik Ivanovo     |
| Metallurg Asha        | 1 – 1 (dts) (1-2 dtr) | Čeljabinsk              |
| 16 luglio 2016        |                       |                         |
| Soči 2013             | 0 – 1                 | Chaika Peschanokopskoye |
| Murom                 | 0 – 2                 | Znamja Truda            |

## Secondo turno
| Squadra 1                             | Risultato              | Squadra 2               |
| 24 luglio 2016                        | 24 luglio 2016         | 24 luglio 2016          |
| ------------------------------------- | ---------------------- | ----------------------- |
| Kaluga                                | 5 - 1                  | Strogino Mosca          |
| Legion Dinamo                         | 2 - 1                  | Spartak Vladikavkaz     |
| Dolgoprudnyj                          | 1 - 0                  | Čertanovo               |
| Zvezda San Pietroburgo                | 0 - 1                  | Dinamo San Pietroburgo  |
| Znamja Truda                          | 0 - 1                  | Torpedo Vladimir        |
| Vitjaz' Podol'sk                      | 0 - 0 (dts) (5-3 dtr)  | Domodedovo              |
| CRFSO Smolensk                        | 1 - 0                  | Pskov-747               |
| Torpedo Mosca                         | 2 - 2 (dts) (4-2 dtr)  | Rjazan'                 |
| Soljaris Mosca                        | 3 - 1                  | Cherepovets             |
| Čeljabinsk                            | 1 - 1 (dts) (4-3 dtr)  | Zenit Iževsk            |
| Družba Majkop                         | 0 - 2                  | Afips Afipskij          |
| SKA Rostov                            | 2 - 2 (dts) (5-4 dtr)  | Dinamo Stavropol'       |
| Olimpiec N.N.                         | 0 - 1                  | Volga Ul'janovsk        |
| Čajka Pesčanopskoe                    | 0 - 1                  | Černomorec Novorossijsk |
| Tekstilščik Ivanovo                   | 3 - 1                  | Spartak Kostroma        |
| Metallurg Lipeck                      | 3 - 2                  | Atom Novovoronezh       |
| KAMAZ                                 | 1 - 0 (dts)            | Dinamo Kirov            |
| Mašuk-KMV Pjatigorsk                  | 2 - 0                  | Angušt Nazran'          |
| Dinamo Brjansk                        | 2 - 0                  | Avangard Kursk          |
| Nosta Novotroick                      | 2 - 2 (dts) (9-10 dtr) | Syzran'-2003            |
| Armavir                               | 0 - 1                  | Biolog-Novokubansk      |
| Energomaš                             | 2 - 2 (dts) (2-1 dtr)  | Rotor                   |
| 25 luglio 2016                        |                        |                         |
| Dalstroyindustriya Komsomolsk-on-Amur | 4 - 2 (dts)            | Smena K.N.A.            |

## Terzo turno
| Squadra 1               | Risultato             | Squadra 2                             |
| 1º agosto 2016          | 1º agosto 2016        | 1º agosto 2016                        |
| ----------------------- | --------------------- | ------------------------------------- |
| Irtyš Omsk              | 0 - 2                 | Dinamo Barnaul                        |
| Sachalin                | 2 - 0 (dts)           | Dalstroyindustriya Komsomolsk-on-Amur |
| Čita                    | 5 - 2                 | Zenit Irkutsk                         |
| 7 agosto 2016           |                       |                                       |
| Legion Dinamo           | 3 - 0                 | Mašuk-KMV Pjatigorsk                  |
| Vitjaz' Podol'sk        | 3 - 5                 | Kaluga                                |
| Volga Ul'janovsk        | 2 - 1                 | Syzran'-2003                          |
| Torpedo Vladimir        | 0 - 1                 | CRFSO Smolensk                        |
| Tekstilščik Ivanovo     | 1 - 0                 | Soljaris Mosca                        |
| Metallurg Lipeck        | 1 - 1 (dts) (3-4 dtr) | Energomaš                             |
| KAMAZ                   | 0 - 2                 | Čeljabinsk                            |
| Dinamo San Pietroburgo  | 0 - 1 (dts)           | Dolgoprudnyj                          |
| Torpedo Mosca           | 2 - 0                 | Dinamo Brjansk                        |
| 8 agosto 2016           |                       |                                       |
| Biolog-Novokubansk      | 2 - 0                 | SKA Rostov                            |
| Černomorec Novorossijsk | 1 - 0                 | Afips Afipskij                        |

## Quarto turno
Entrarono in scena le 18 squadre di PFN Ligi (tutte tranne le due formazioni riserva).
| Squadra 1               | Risultato      | Squadra 2          |
| 24 agosto 2016          | 24 agosto 2016 | 24 agosto 2016     |
| ----------------------- | -------------- | ------------------ |
| Tjumen'                 | 0 - 1          | Sibir'             |
| Legion Dinamo           | 1 - 2          | Volgar' Astrachan' |
| Biolog-Novokubansk      | 0 - 2          | Spartak Nal'čik    |
| Torpedo Mosca           | 1 - 2          | Mordovija          |
| Volga Ul'janovsk        | 1 - 0          | Sokol Saratov      |
| Tekstilščik Ivanovo     | 0 - 1          | Chimki             |
| Sachalin                | 1 - 2          | SKA-Chabarovsk     |
| Kaluga                  | 1 - 3          | Tambov             |
| Dolgoprudnyj            | 0 - 1          | Tosno              |
| Čita                    | 1 - 0          | Luč-Ėnergija       |
| Čeljabinsk              | 2 - 0          | Neftechimik        |
| CRFSO Smolensk          | 0 - 1          | Šinnik             |
| Dinamo Barnaul          | 0 - 3          | Enisej             |
| Energomaš               | 3 - 0          | Kuban'             |
| Černomorec Novorossijsk | 0 - 1 (dts)    | Fakel Voronež      |
| 25 agosto 2016          |                |                    |
| Baltika                 | 1 - 3 (dts)    | Dinamo Mosca       |

## Sedicesimi di finale
Entrarono in scena le 16 squadre di Prem'er-Liga.
| Squadra 1          | Risultato               | Squadra 2              |
| ------------------ | ----------------------- | ---------------------- |
| 21 settembre 2016  |                         |                        |
| Fakel Voronež      | 1 – 1 (dts) (3-5d.t.r.) | Terek Groznyj          |
| Čeljabinsk         | 0 – 3                   | Ural                   |
| Mordovija          | 1 – 2                   | Anži                   |
| Chimki             | 0 – 3                   | Lokomotiv Mosca        |
| Dinamo Mosca       | 4 – 0                   | Rostov                 |
| Volga Ul'janovsk   | 0 – 0 (dts) (3-4d.t.r.) | Amkar Perm'            |
| Volgar' Astrachan' | 0 – 1                   | Orenburg               |
| Energomaš          | 1 – 1 (dts) (3-5d.t.r.) | Ufa                    |
| Tosno              | 2 – 0                   | Arsenal Tula           |
| Sibir'             | 1 - 0 (dts)             | Tom' Tomsk             |
| Spartak-Nal'čik    | 0 - 2                   | Krasnodar              |
| Enisej             | 2 - 1                   | CSKA Mosca             |
| SKA-Chabarovsk     | 1 - 0                   | Spartak Mosca          |
| 22 settembre 2016  |                         |                        |
| Tambov             | 0 – 5                   | Zenit San Pietroburgo  |
| Šinnik             | 0 – 2                   | Kryl'ja Sovetov Samara |
| Čita               | 0 – 1                   | Rubin                  |

## Ottavi di finale
| Squadra 1              | Risultato                | Squadra 2             |
| ---------------------- | ------------------------ | --------------------- |
| 26 ottobre 2016        |                          |                       |
| Terek Groznyj          | 1 – 1 (dts) (3-4 d.t.r.) | Ufa                   |
| Tosno                  | 3 – 2                    | Dinamo Mosca          |
| Amkar Perm'            | 1 – 2                    | Ural                  |
| Sibir'                 | 3 – 2                    | Enisej                |
| Rubin                  | 1 – 0 (dts)              | SKA-Chabarovsk        |
| 27 ottobre 2016        |                          |                       |
| Anži                   | 4 – 0                    | Zenit San Pietroburgo |
| Krasnodar              | 3 – 2 (dts)              | Gazovik Orenburg      |
| Kryl'ja Sovetov Samara | 1 – 3                    | Lokomotiv Mosca       |

## Quarti di finale
| Squadra 1        | Risultato                | Squadra 2 |
| ---------------- | ------------------------ | --------- |
| 28 febbraio 2017 |                          |           |
| Ural             | 3 – 3 (dts) (4-3 d.t.r.) | Krasnodar |
| 1º marzo 2017    |                          |           |
| Lokomotiv Mosca  | 1 – 0                    | Tosno     |
| Ufa              | 1 – 0                    | Anži      |
| Rubin            | 1 – 0                    | Sibir'    |

## Semifinali
| Squadra 1       | Risultato | Squadra 2 |
| --------------- | --------- | --------- |
|                 |           |           |
| Lokomotiv Mosca | 1 - 0     | Ufa       |
| Ural            | 2 - 1     | Rubin     |

## Finale
| Arbitro: | Aleksej Nikolaev |

|  |           |                          |
|  | Marcatori | 76’ Denisov 90’ Mirančuk |